# Planície de inundação

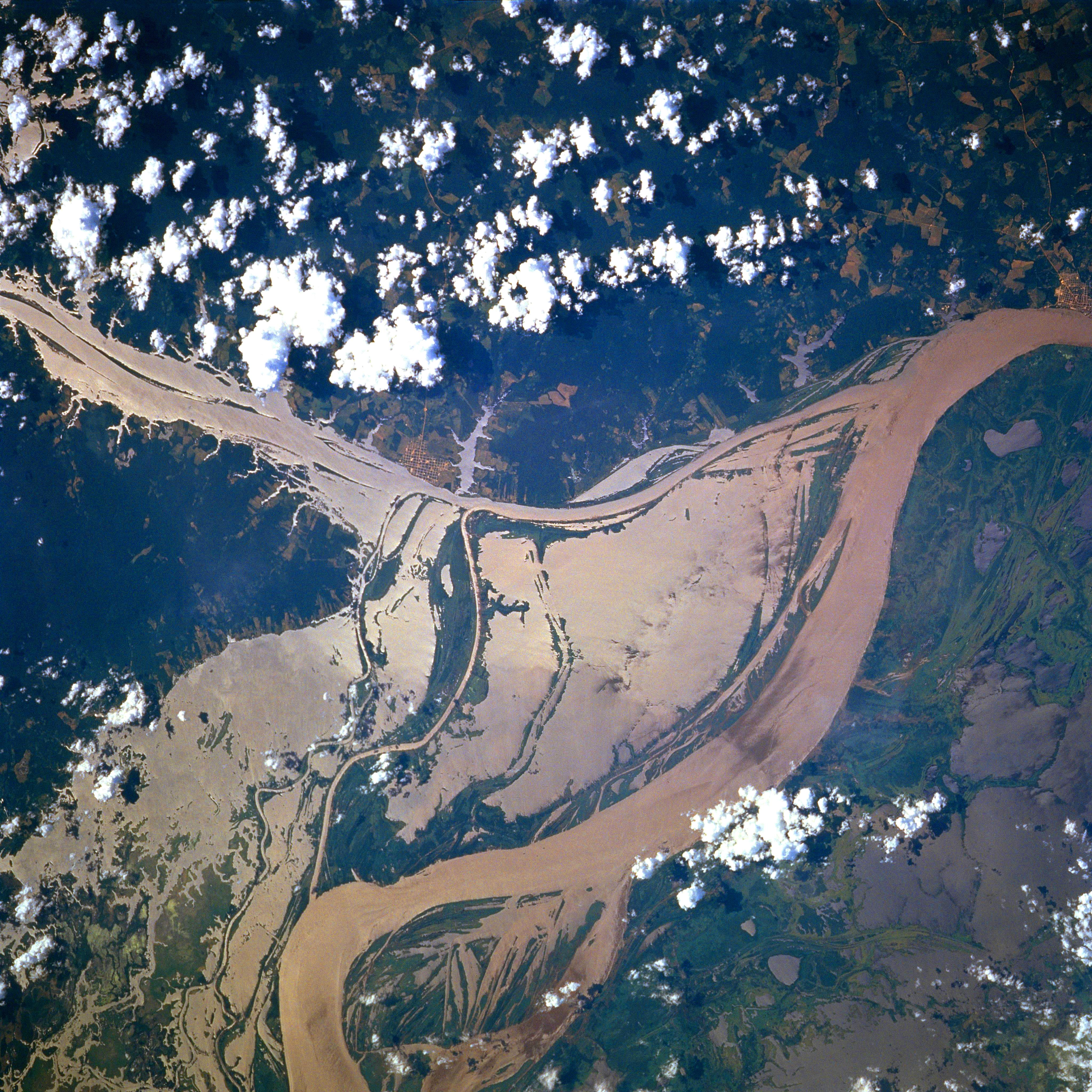
Vista aérea da várzea do rio Amazonas

Planície de inundação, várzea ou vargem e igapó é o terreno situado à margem de um curso d'água que inundam durante as cheias.  Tais áreas se desenvolvem sobre a calha de um vale preenchido por solo aluvionar, sobre o qual os meandros serpenteiam devido à baixa declividade do curso do rio, o qual, em épocas de cheia, extravasa sua margem original e inunda a região adjacente. Na definição do geógrafo brasileiro Antonio Christofoletti, "a planície de inundação é a faixa do vale fluvial composta de sedimentos aluviais, bordejando o curso de água, e periodicamente inundadas pelas águas de transbordamentos provenientes do rio."
As planícies de inundação ocorrem normalmente no baixo curso dos rios, onde o relevo — mais desbastado pela erosão do que a montante — apresenta pequeno gradiente topográfico; em consequência, a energia da corrente fluvial é diminuída e não consegue carregar muito da carga sedimentar do rio, que é depositada, colmatando o vale.
Em razão das inundações constantes, as planícies de inundação frequentemente tem solos altamente férteis, uma vez que os nutrientes são depositados com as águas das cheias. Este fato pode incentivar a agricultura; algumas regiões agrícolas de relevância, como as bacias do Rio Nilo ou do Rio Mississippi, exploram intensamente as planícies de inundação. Regiões agrícolas e urbanas se desenvolveram próximas a estas planícies, aproveitando-se do solo e das águas disponíveis. Contudo, o risco de inundações levou a um aumento nos esforços por controlar as inundações.

## Formação
A maioria das planícies de inundação é formada pela deposição, quando há fluxo excessivo, de sedimentos nos meandros dos rios. Quando os rios percorrem meandros, a água corrente erode as margens dos rios, nos lados externos dos meandros. Ao mesmo tempo, os sedimentos são simultaneamente depositados em um ponto ao longo do interior do meandro. Esse processo é descrito como acréscimo lateral. A erosão fora do meandro geralmente compensa a deposição na margem interior do meandro, logo o canal se desloca sem grandes alterações de largura. 
Fluxos excessivos ocorrem quando o rio é inundado com mais água do que pode ser acomodada em seu canal. A corrente ao longo das margens do rio deposita uma fina camada de sedimentos que é mais espessa e grosseira perto do canal. Esse processo é descrito como acréscimo vertical, uma vez que a deposição ocorre para cima, e forma os chamados diques marginais, saliências alongadas compostas de sedimentos, mais elevadas e abruptas nas margens do canal e mais suaves em direção à planície de inundação; fenômeno que é explicado pela perda abrupta de velocidade das águas com sedimentos que transbordam as margens do canal. A sedimentação do fluxo excessivo concentra-se em diques naturais, diques marginais, e em terras úmidas e lagos rasos de bacias de inundação. A maior parte da areia suspensa é depositada nos diques, deixando os sedimentos de lodo e argila serem depositados em forma de barro na planície alagada, mais longe do rio. Em geral, os detritos mais grosseiros são depositados na proximidade do canal, enquanto os mais finos são carregados para locais mais distantes.
Em sistemas fluviais sem perturbações, o fluxo excessivo é frequente, tipicamente ocorrendo a cada ano ou dois anos, independente do clima ou topografia. A taxa de sedimentação para três dias para os rios Mosa e Reno, em 1993, por exemplo, foi avaliada em média como 0,57 a 1,0  kg/m2. Taxas mais altas foram encontradas em diques (4 kg/m2 ou mais) e em áreas baixas (1,6 kg/m2).
Quando se verifica a incisão fluvial, e os fluxos excessivos se tornem pouco frequentes, diz-se que o rio abandonou sua planície de inundação. Partes da planície de inundação abandonada podem ser preservadas como terraços fluviais. Quando os terraços são formados por materiais da antiga planície, podem ser designados terraços aluviais. Esses terraços não são mais inundados na época das cheias.

## Ecologia
As planícies de inundação mantém ecossistemas diversos e dinâmicos. Elas são caracterizadas por uma considerável variedade no espaço e no tempo, que enseja a produção de tipos dos ecossistemas mais ricos de espécies. Da perspectiva ecológica, o aspecto mais chamativo das planícies de inundação é o pulso de inundação (floodpulse) associado às enchentes anuais, o que permite dizer que o ecossistema de uma planície de inundação é definido como parte de um vale que é regularmente inundado e drenado.
As enchentes trazem material detrítico rico em nutrientes e liberam nutrientes do solo seco à medida que é inundado. A decomposição das plantas terrestres submersas pelas enchentes aumenta o fornecimento de nutrientes. A zona marginal inundada do rio (a zona mais próxima da margem do rio) proporciona um ambiente ideal para muitas espécies aquáticas, e a época de desova dos peixes coincide frequentemente com o início das cheias. Os peixes devem crescer rapidamente durante a enchente para sobreviver à queda subsequente no nível da água. 
A biota das várzeas apresenta altas taxas anuais de crescimento e mortalidade, o que é vantajoso para a rápida colonização de grandes áreas da várzea. Isso permite que eles aproveitem a mudança na geometria da planície de inundação. Por exemplo, as árvores das várzeas têm crescimento rápido e são tolerantes a perturbações nas raízes. Espécies oportunistas (como os pássaros) são atraídos pelo rico suprimento de alimentos fornecido pelo pulso de inundação.
Os ecossistemas de várzea têm biozonas distintas. Na Europa, à medida que se afasta do rio, as sucessivas comunidades vegetais são: flora ribeirinha (geralmente acompanhando estações anuais); caniço e junco; arbustos de salgueiro; floresta de salgueiro e choupo; floresta de carvalho e freixo; e floresta de folhas largas. A perturbação humana cria prados úmidos que substituem grande parte do ecossistema original. As biozonas apresentam uma mistura de gradientes de solos e disponibilidade de oxigênio que acompanha a frequência do gradiente de inundações. As florestas primitivas de várzea da Europa eram dominadas por carvalho (60%), olmo (20%) e carpino (13%), mas a perturbação humana mudou a composição para o freixo (49%), com o bordo aumentando para 14% e o carvalho diminuindo para 25%.
Planícies de inundação semiáridas tem uma diversidade muito menor de espécies. As espécies são adaptadas para alternar modos de vida em estações secas e encharcadas. Secas extremas podem destruir a habilidade do ecossistema de mudar para a fase úmida quando inundada.

## Exemplos de planícies de inundação
Na Amazônia, as planícies de inundação ao longo dos grandes rios também são chamadas de áreas alagáveis. Anualmente são recobertas por água quando a subida nos níveis dos rios, influenciado pelo acúmulo das chuvas em toda a área da bacia.  Sendo assim, elas apresentam características tanto de ecossistemas terrestres (na fase de águas baixas, ou fase terrestre) como de ecossistemas aquáticos (na fase de águas altas, ou fase aquática). Entre as planícies de inundação mais conhecidas na amazônia temos aquelas que ficam nas margens do Rio Negro e do rio Amazonas. 
As principais planícies de inundação na bacia amazônica são englobam rios com diferentes características e eles são denominados várzea e igapó.  As principais planícies de inundação na Amazônia podem ter rios com diferentes características e são chamados de várzeas e igapós. Essa classificação científica elaborada na década de 1950 e aprimorada em outros estudos científicos leva em consideração parâmetros hidrológicos, físicos e químicos da água, do solo e botânicos. 
- Várzeas: São áreas férteis banhadas por rios de água branca ou barrenta, a cor da água é influenciada pela abundância de material presente em suspensão. Esses rios possuem formação geológica recente e transportam altas quantidades de sedimentos que resultam da erosão dos planaltos de altitude da região dos Andes. Suas águas apresentam pH próximo ao neutro, alta condutividade elétrica, e solos ricos em nutrientes como cálcio, magnésio, fósforo e nitrogênio. Os principais representantes deste tipo de água são os rios Solimões/ Amazonas, Madeira e Purus[16][17][18].
- Igapós: São áreas banhadas pelos rios de águas preta ou claras. A coloração preta ou marrom avermelhada, essa coloração é resultado da decomposição lenta do material vegetal ao longo do tempo como folhas, galhos e os troncos. Essa decomposição lenta gera compostos químicos orgânicos que diluem na água, que passa apresentar a coloração escura. Além disso, os rios de água preta possuem uma formação geológica antiga e lixiviada pelo longo tempo exposto. Esses fatores influenciaram em um rio com água ácidas, solos pobres,baixos valores de pH e de condutividade elétrica. Em contraste, os igapós banhados por rios de águas claras, como os rios Tapajós, Xingu, Araguaia, Guaporé, Branco e Trombetas ,têm suas nascentes no Escudo Brasileiro e no Escudo Gdas uianoas  Esses rios apresentam coloração transparente e esverdeada, com baixas quantidades de sedimentos em suspensão. Além de apresentar uma quantidade relativamente média de nutrientes[19][18][17].

Ainda nos ambientes amazônicos a subida e descida anual do nível das águas é denominada de pulso de inundação. Esse é um fenômeno que acontece anualmente sempre ao redor dos mesmos meses, resultando em um pico de cheias e um pico de secas.  Essa regularidade faz com que o pulso de inundação seja importante para os animais e plantas das planícies de inundação/áreas alagáveis, como também para os ribeirinhos que as habitam e tiram seu sustento. O pulso de inundação também é responsável alta diversidade de ambientes, organismos, ritmos de crescimento, ciclos de vida e desenvolvimento das comunidades de plantas e animais.
Outros exemplos de planícies de inundação é a várzea do Nilo, cujas regiões ribeirinhas alagam-se, depositando aí o húmus, rico adubo natural que permitia o cultivo com alta fertilidade e a manutenção da  civilização egípcia antiga. Após a construção da Represa de Assuã, em 1970, o nível do rio foi regulado, evitando as enchentes no Egito e causando a salinização de muitas áreas a jusante.

## Galeria

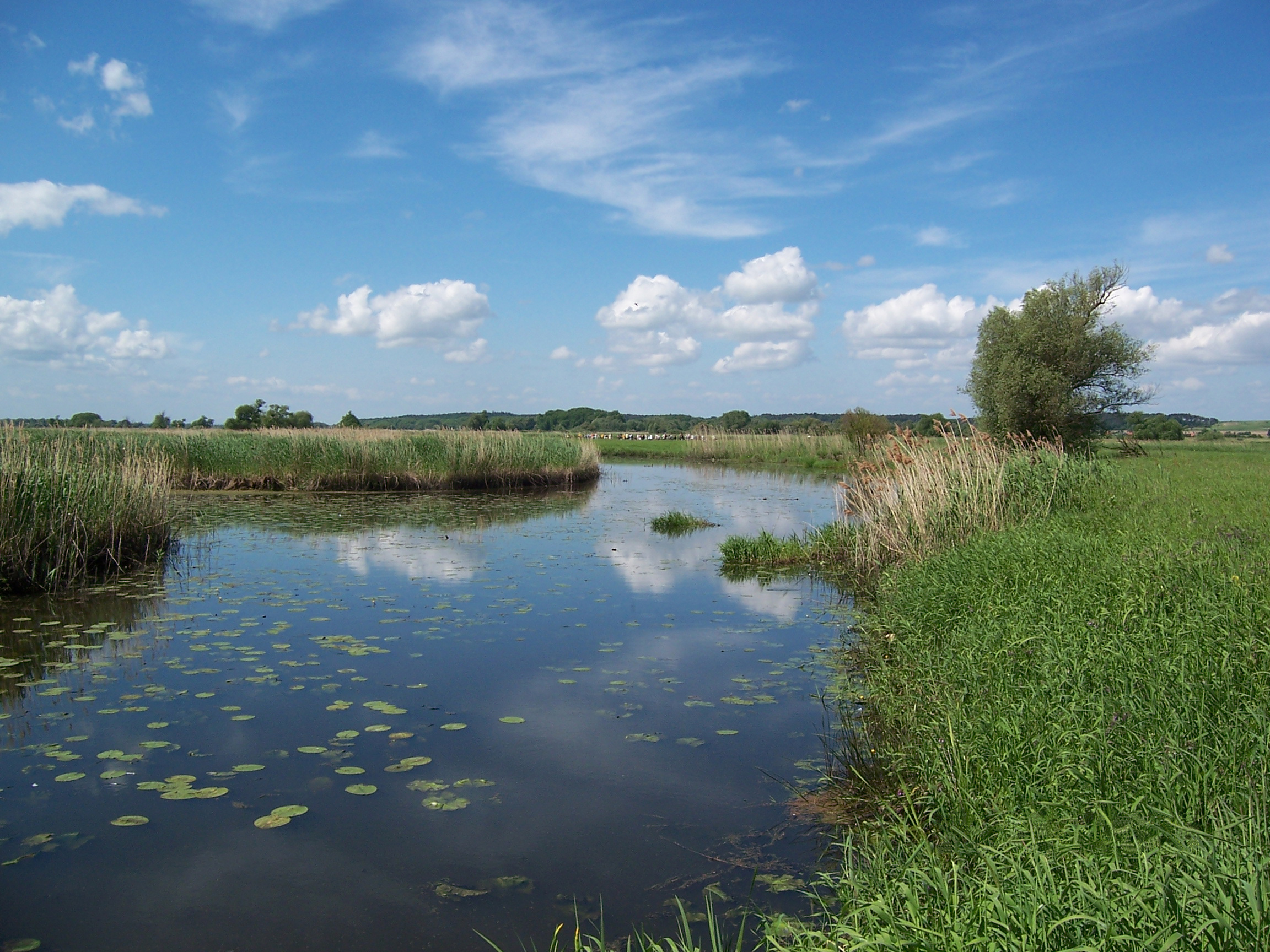
Várzea no Baixo rio Oder, Alemanha
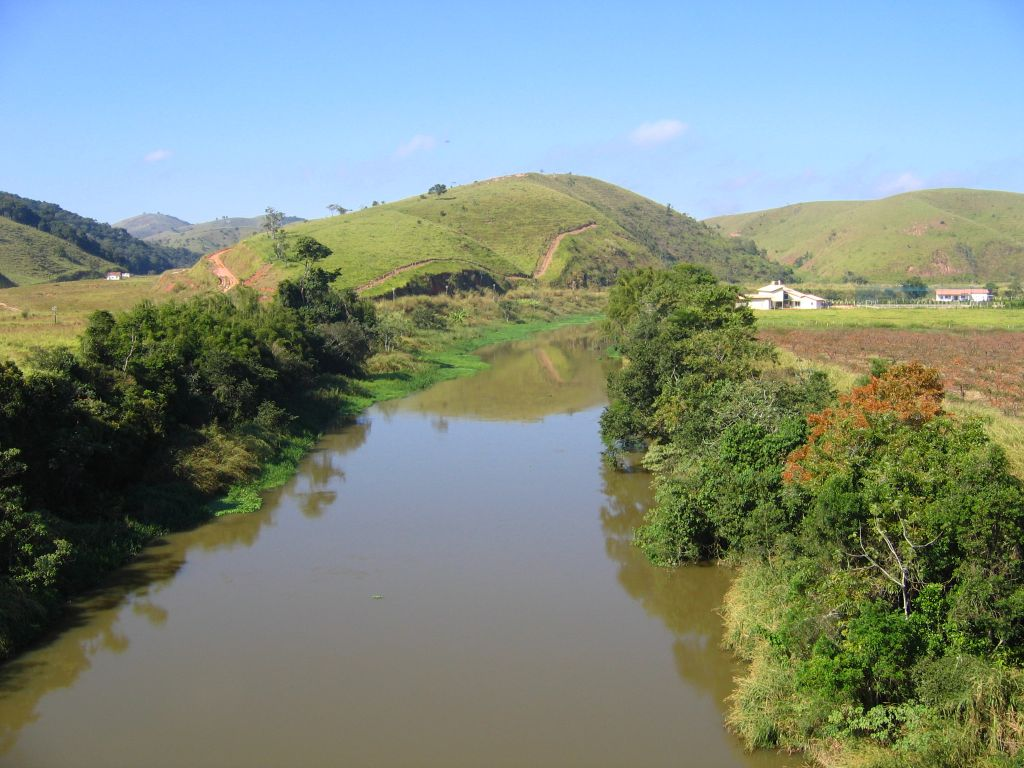
Trecho do rio Paraíba do Sul próximo a Jacareí, São Paulo, Brasil
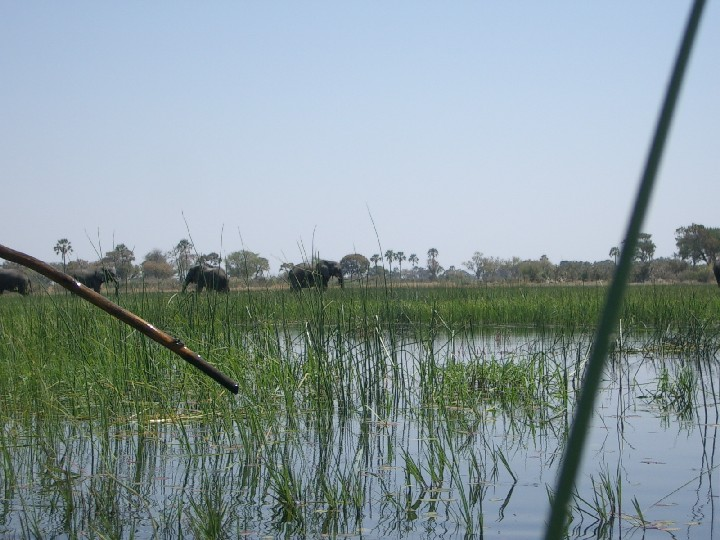
Elefantes nadando na várzea do Okavango
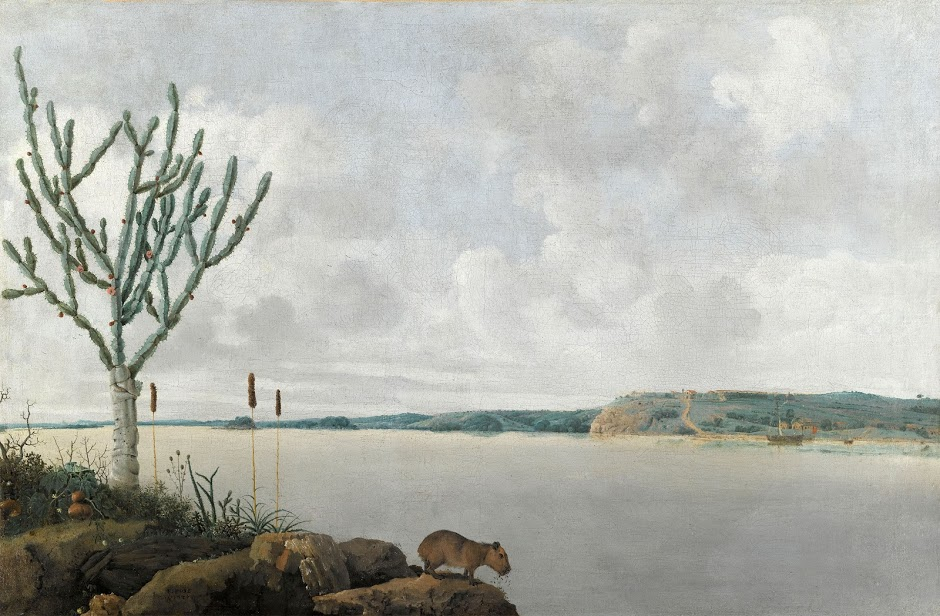
Várzea do rio São Francisco de Frans Post (1635)